# レイ・ターナー
レイ・リー・ターナー（Ray Lee Turner、1990年1月25日 - ）は、アメリカ合衆国のバスケットボール選手である。身長206cm、ポジションはパワーフォワード。テキサス州、ヒューストン出身。テキサスA&M大学卒業後プロ選手となり、キプロス、オーストラリア、日本、ハンガリーでプレイした。

## 来歴

### 少年期
ヒューストンのサウスパークに生まれたターナーには父親がおらず、病気を抱えた母の元で育ったが、幼少期は喧嘩や暴力、不登校など様々な問題を抱えていた。そんな彼の父親代わりとなったのが、サウスパークでバスケットボールスクールを開いていたキース・ペリーであった。ターナーはバスケットボールと出会うことで立ち直り、大学バスケットボール界を目指すようになった。

### 高校
ターナーはサウスパークのジェシー・H・ジョーンズ高校に入学し、1年目の2007-08シーズンに1試合平均平均16.0得点、9.5リバウンド、4.5ブロックショットを記録した。翌2008-09シーズンには同16.5得点を記録して地区のMVPを獲得。地区代表、州代表にも選ばれた。また、テキサス州高校コーチ連盟のオールスターゲームにも参加し、ターナーのチームは29勝7敗でタイトルを獲得した。

### 大学
テキサスA&M大学に入学したターナーは2009-10シーズン途中からベンチ入りし20試合に出場する。出場時間が1試合平均10分に達しない中で2.9得点、2.6リバウンドをあげた。2010年2月3日のミズーリ大学戦で見せたスラムダンクは、ESPNが選ぶトップ10プレイと、ビッグ12カンファレンス週間最優秀プレイに選ばれた。
2010-11シーズンは、1試合の先発出場を含む32試合に出場し、1試合平均13.4分出場、4.0得点、3.2リバウンドを記録した。また、チーム最高のブロックショット数と、5番目のリバウンドを挙げた。
2011-12シーズンは16試合の先発出場を含む32試合に出場、1試合平均21.6分出場、9.1得点、そしてチーム最高の5.5リバウンドを記録した。また彼はチーム最高のフィールドゴール成功率（57.3パーセント）と、チーム2番目の14ブロックショットを残した。シーズン最初の2試合ではキャリア初の20得点を挙げ、12月7日のサム・ヒューストン州立大学戦では15得点、10リバウンドでキャリア初のダブル・ダブルを記録した。
2012-13シーズンは33試合に出場し、うち1試合を除いて先発出場した。23.4分の出場時間で3度のダブルダブルを記録、チーム3番目の303得点（1試合平均9.2得点）と、206リバウンド（同6.2）を挙げた。

### 大学での個人成績
| シーズン | チーム      | GP  | GS | MPG  | FG%  | 3P%  | FT%  | RPG | APG | SPG | BPG | TO | PPG |
| -------- | ----------- | --- | -- | ---- | ---- | ---- | ---- | --- | --- | --- | --- | -- | --- |
| 2009–10  | テキサスA&M | 20  | 0  | 9.8  | .590 | .000 | .500 | 2.6 | .0  | .3  | .6  |    | 2.9 |
| 2010-11  | テキサスA&M | 32  | 1  | 13.4 | .462 | .000 | .603 | 3.2 | .2  | .2  | .5  |    | 4.0 |
| 2011–12  | テキサスA&M | 32  | 16 | 21.6 | .573 | .000 | .607 | 5.5 | .3  | .4  | .4  |    | 9.1 |
| 2012–13  | テキサスA&M | 33  | 32 | 23.4 | .515 | .000 | .627 | 6.2 | .2  | .4  | .7  |    | 9.2 |
| 合計     |             | 117 | 49 | 17.9 | .533 | .000 | .605 | 4.6 | .2  | .3  | .6  |    | 6.6 |

## プロ選手として

### 2013-14シーズン
2013年のNBAドラフトにて指名を受けなかったターナーは、8月から9月にかけてウルグアイリーグのプレシーズンゲームに参加し、クラブ・ビグアとクラブ・アトレチコ・オリンピアの一員として出場していた。シーズンが始まるとターナーはキプロスに移り、アポロン・リマソールBCに加わり、7試合に出場して1試合平均7.3得点、7.0リバウンドを記録したが、給料の未払いが発生したため2013年12月にキプロスを去った。
2014年2月20日、ターナーはオーストラリアの地区リーグクイーンズランド・バスケットボールリーグ(QBL)のロックハンプトン・ロケッツと契約した。ターナーは同僚のアメリカ人選手チェハーレス・タプスコットと共に活躍し、ロケッツはレギュラーシーズンを14勝2敗で終え、プレイオフ準決勝に進出した。準決勝ではイプスウィッチ・フォースを破り、決勝ではトッド・ブランチフィールド擁するマッカイ・メテオスと対戦し、2勝0敗でチーム初となるリーグ2連覇を果たした。ターナーは2戦目で31得点15リバウンドを挙げ、この試合のMVPに選出された。ターナーはロケッツで1試合平均20.5得点、12.8リバウンドを記録し、QBLオールリーグチームに選出された。

### 2014-15シーズン
2014年11月1日、ターナーはNBAデベロップメント・リーグのドラフト会議においてロサンゼルス・ディーフェンダーズから3巡目指名を受けたが、シーズン開幕前の11月12日に解雇された。11月29日にはバスケットボール・ブンデスリーガのフェニックス・ハーゲンとトライアウト契約を結んだが、試合には出場できずチームを離れた。
2015年2月、ターナーはオーストラリアに戻り、ステート・バスケットボールリーグのパース・レッドバックスと契約した。4月27日、ターナーはウィレットン・タイガースとの試合でオーバータイムの末58得点26リバウンドを記録した。5月15日にはコックバーン・クーガースとの試合で50得点をあげた。レッドバックスの最終戦となった7月25日のサウスウエスト・スラマーズ戦では38得点20リバウンドで、3度目となる週間最優秀選手賞を獲得した。ターナーはこのシーズン、1試合平均でリーグ最高の31.2得点、同4位の16.1リバウンド、アシスト1.3とブロックショット1.8を記録した。ターナーはリーグMVPを獲得したが、チームは10勝16敗の11位でプレイオフ進出を逃した。

### 2015-16シーズン
2015年8月24日、ターナーはニュージーランドのウェリントン・セインツの一員として、台湾で行われるウィリアム・ジョーンズカップと、その直前の3日間のミニキャンプに参加した。8月29日のチャイニーズ・タイペイBチーム戦では25得点、両チーム最多の16リバウンドを記録し102-85で勝利した。セインツは8戦し3勝5敗の成績を残し、ターナーは1試合平均15.6得点、9.9リバウンドであった。ターナーとセインツはその後フィリピンにてMVPカップに参加し、フィリピン代表、チャイニーズ・タイペイ代表、フィリピンのプロチームと対戦した。9月16日、秋田ノーザンハピネッツとの契約合意が発表された。秋田では12月12日の高松ファイブアローズ戦で27得点、12リバウンドを挙げこの試合の優秀選手賞を獲得、12月19日の京都ハンナリーズ戦では19得点を決め、当時西地区首位の京都を下した。2016年2月13日の群馬クレインサンダーズ戦ではシーズン最多となる31得点18リバウンドを記録し、4月23日の仙台89ERS戦でも最多タイの31得点を挙げた。レギュラーシーズン52試合中50試合に出場したターナーは1試合平均16.0得点、10.1リバウンドの記録を残したほか、2016年1月24日に行われたbjリーグオールスターゲームのダンクコンテストにも選出された。プレイオフではファーストラウンド2戦目の福島ファイヤーボンズ戦で16得点、地区準決勝の仙台戦でも2戦目で24得点を挙げ、チームのファイナルズ進出、3位入賞に貢献した。

### 2016-17シーズン
2016年8月、ターナーはハンガリーのトップリーグに所属するファルコKCソンバトヘイと契約した
。ターナーは11試合に出場、1試合平均18.5分の出場時間で9.4得点、5.2のリバウンドを挙げたが、12月22日、チームはターナーとの契約を解除した。

## 背番号
背番号35は、大学のチームメイトで、2010年に交通事故によってこの世を去ったトビ・オイデジの背番号に由来している。

## 個人成績
| シーズン | チーム | GP | GS | MPG  | FG%  | 3P%  | FT%  | RPG  | APG | SPG | BPG | TO  | PPG  |
| -------- | ------ | -- | -- | ---- | ---- | ---- | ---- | ---- | --- | --- | --- | --- | ---- |
| 2015-16  | 秋田   | 50 | 7  | 22.4 | .573 | .143 | .606 | 10.1 | 1.1 | 1.2 | 0.9 | 2.7 | 16.0 |